# Nicolaus Månsson
Paul Nicolaus Månsson, född den 3 december 1911 i Hallens församling, Jämtlands län, död den 22 mars 1995 i Uppsala, var en svensk präst.
Efter studier vid Fjellstedtska skolan blev Månsson 1935 student vid Uppsala universitet, där han avlade teologisk-filosofisk examen 1935, teologie kandidatexamen 1940 och praktiskt teologiskt prov samma år. Han prästvigdes i Härnösands domkyrka 1940. Månsson avlade teologie licentiatexamen 1943 och promoverades till teologie doktor vid Uppsala universitet 1947. Han var tillförordnad kyrkoherde i Häggdånger 1947, komminister där 1948–1959, i Härnösand 1959–1972, kontraktsprost i Domprosteriet 1969–1972, kyrkoherde i Själevad och Mo 1972 och domprost i Härnösand 1973–1977. Månsson var preses vid prästmötet i Härnösands stift 1970. Han publicerade Paulus och judarna (doktorsavhandling, 1940) och Calvin och gudstjänsten (prästmötesavhandling, 1970). Månsson blev ledamot av Nordstjärneorden 1970. Han vilar i sin hustrus familjegrav på Västra griftegården i Linköping.